# Alto Bela Vista
Alto Bela Vista là một đô thị thuộc bang Santa Catarina, Brasil. Đô thị này có diện tích 103,592 km², dân số năm 2007 là 2021 người, mật độ 17,7 người/km².